# Heinrich III. von der Neersen
Heinrich III. von der Neersen (* vor 1325; † um 1370) war ein niederrheinischer Ritter und Erbvogt von Neersen, Anrath und Uerdingen.

## Leben
Er war der Sohn von Heinrich II., Erbvogt von der Neersen, Anrath und Uerdingen und dessen Gattin Eva. Nach dem Tod seines Vaters erbte er als kurkölnischer Vasall dessen Vogteien sowie die Burg Neersen.
1340 untersiegelte er als „Henricus, advocatum de Nersa, militem“, eine Urkunde, in der der Vogt Conrad von Willich der Abtei Gladbach bestimmte Einkunftsrechte schenkte. 1341 ist er Zeuge beim Heiratsvertrag zwischen Gerhard IV. von Landskron und Kunigunde von Moers. 1343 ist er Zeuge bei einer Aussöhnung Gerhards von Dyck mit der Stadt Köln. 1366 gewährte er der Frau des Ritters Godert Knops die Leibzucht über den von ihm als Mannlehen gehaltenen Gutshof in „Ossenhem“.
1367 schloss er mit seinen Söhnen Heinrich und Friedrich einen Teilungsvertrag über deren Erbansprüche. Er starb vermutlich 1370, im Folgejahr wurde jedenfalls sein ältester Sohn Heinrich mit seinen Vogteien belehnt. Sein jüngerer Sohn Friedrich wurde 1393 Herr von Burg Neuenburg (Neuerberg) bei Neuss-Rosellen.